# Plaza Mayor de Jaraíz de la Vera
La Plaza Mayor de Jaraíz de la Vera, está situada en el centro de la localidad, y es punto de paso obligado para el visitante que llega a la ciudad. La Plaza Mayor con la actual forma casi rectangular, se construyó en el siglo XVI y su configuración ha sufrido diversas modificaciones y añadidos a lo largo de los siglos. Es una plaza de grandes proporciones y en ella se encuentran varios edificios destacados, como son el Ayuntamiento, el Palacio del Obispo Manzano y varias casas solariegas de interés. Es una plaza extraña por estar dividida en dos partes, estar toda ella en pendiente, tener soportales, dos niveles y acabar el forma de cuña. En el nivel superior estaba el castillo árabe. En ese mismo nivel se encuentra el Ayuntamiento de la localidad.